# Dirac (codec)
Dirac är ett fritt videoformat utvecklad av BBC. Målet är ett flexibelt format som klarar många olika behov, inte minst strömmande video över internet. En referensimplementation i C++ släpptes 11 mars 2004 under Mozilla Public License, GNU GPL och GNU LGPL. BBC äger inga patent kopplade till Dirac.
Namnet Dirac refererar till den brittiska fysikern och Nobelprisvinnaren Paul Dirac.
Dirac är en av flera nya format som använder sig av vågelement istället för diskret cosinustransform. Två andra exempel är Snow och Tarkin.
Dirac kan lagras i ett flertal olika multimedia-filformat såsom Ogg, Matroska, QuickTime eller AVI.

## Schrödinger
Paul Dirac delade sitt Nobelpris år 1933 med Erwin Schrödinger som i sin tur har fått ge namn åt C-implementationen av codecen. Version 1.0.0 av Schrödinger släpptes den 22 februari 2008. 